# Brännvinskur
Brännvinskur var ett äldre medicinskt förfaringssätt för att bota alkoholism.
Brännvin i avpassad mängd blandades i all patientens mat och dryck, i avsikt att därigenom väcka avsmak för alkoholhaltiga drycker. Ofta hade dock kuren direkt motsatt effekt.